# جون أوبراين (لاعب كرة قدم)
جون أوبراين (بالإنجليزية: Jon O'Brien)‏ هو لاعب كرة قدم بريطاني في مركز حراسة المرمى، ولد في 2 نوفمبر 1961 في ساوثند أون سي في المملكة المتحدة. لعب مع نادي ساوثيند يونايتد.